# Pienne
Die Pienne (auch: Piennes) ist ein Bach in Frankreich, der im Département Meurthe-et-Moselle in der Region Grand Est verläuft. 

## Geographie

### Verlauf
Die Pienne entspringt im Gemeindegebiet von Piennes, entwässert generell in nordwestlicher Richtung und mündet nach 17 Kilometern an der Gemeindegrenze von Mercy-le-Bas und Han-devant-Pierrepont als linker Nebenfluss in die Crusnes.

### Zuflüsse
- Ruisseau la Gueule (rechts), 1,5 km
- Ruisseau de la Croix (links), 3,2 km

### Orte am Fluss
(Reihenfolge in Fließrichtung)
- Piennes
- Xivry-Circourt
- Mercy-le-Bas